# خوسيه أنخيل غاسكون
خوسيه أنخيل غاسكون (بالإسبانية: José Ángel Gascón)‏ هو لاعب كرة قدم إسباني، ولد في 15 مارس 1985 في خيخون في إسبانيا. لعب مع ريال جيان ونادي ألكوركون ونادي أونتينيينت ونادي غيخيليو ونادي مالقا.

## وصلات خارجية
- خوسيه أنخيل غاسكون على موقع قاعدة بيانات كرة القدم.إي يو (الإنجليزية)